# 格里沃
格里沃（法語：Grives，法語發音：[ɡʁiv]）是法国多尔多涅省的一个市镇，属于萨拉拉卡内达区。

## 地理
格里沃（44°45'55"N, 1°4'36"E）面积8.12 平方千米，位于法国新阿基坦大区多爾多涅省，该省份为法国西南部内陆省份，是法國本土面积第三大的省，大致对应佩里戈尔地区，北起顺时针与夏朗德省、上维埃纳省、科雷兹省、洛特省、洛特-加龙省、吉倫特省和滨海夏朗德省接壤。
与格里沃接壤的市镇（或旧市镇、城区）包括：卡尔沃、卡斯泰尔诺-拉沙佩勒、杜瓦萨、韦里讷德多姆、圣洛朗拉瓦莱、派德贝尔韦斯。

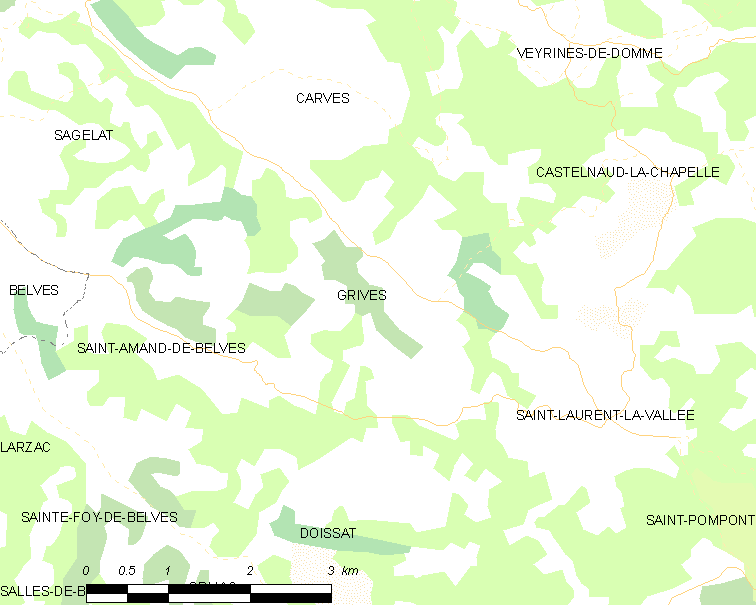
格里沃的OSM定位图

格里沃的时区为UTC+01:00、UTC+02:00（夏令时）。

## 行政
格里沃的邮政编码为24170，INSEE市镇编码为24206。

## 政治
格里沃所属的省级选区为多尔多涅河谷县。

## 人口

1962-2008年间格里沃人口变化图示

格里沃于2022年1月1日时的人口数量为106人。